# Ine Wannijn
 (juillet 2019).
Si vous disposez d'ouvrages ou d'articles de référence ou si vous connaissez des sites web de qualité traitant du thème abordé ici, merci de compléter l'article en donnant les références utiles à sa vérifiabilité et en les liant à la section « Notes et références ».
Ine Wannijn née le 11 avril 1982 à Audenarde, est une cycliste belge.

## Palmarès sur route
- 1997
  -  Championne de Belgique sur route cadettes
- 1998
  -  Championne de Belgique sur route cadettes
- 1999
  -  Championne de Belgique sur route juniors
- 2000
  -  Championne de Belgique du contre-la-montre juniors
- 2001
  - Huijbergen
  - 2e du championnat de Belgique sur route
  - 2e du championnat de Belgique du contre-la-montre
- 2002
  - Maria-Aalter
- 2004
  - 2e du championnat de Belgique sur route
  - 3e du championnat de Belgique du contre-la-montre
- 2005
  - Romsée
  - Flobecq
  - 3e du championnat de Belgique du contre-la-montre
- 2006
  - 3e du championnat de Belgique sur route
- 2007
  - 2e du championnat de Belgique sur route

## Palmarès sur piste

### Championnats nationaux
- 1997
  -  Championne du 500 mètres juniors
  -  Championne de la vitesse juniors
- 1998
  -  Championne du 500 mètres juniors
  -  Championne de la vitesse juniors
  - 3e de l'omnium
- 1999
  -  Championne de la course aux points
  -  Championne de la poursuite juniors
  -  Championne de la vitesse juniors
  - 2e de l'omnium
- 2000
  -  Championne de l'omnium
  -  Championne de la course aux points
  -  Championne de la poursuite juniors
  -  Championne de la vitesse juniors
- 2001
  - 2e de l'omnium